# 天主教戈尔韦、基尔麦克杜柯暨基尔费诺拉教区
天主教戈爾韋、基爾麥克杜柯暨基爾費諾拉教區（拉丁語：Dioecesis Galviensis, Duacensis et Finaborensis）是羅馬天主教在愛爾蘭的一個教區，屬蒂厄姆總教區。

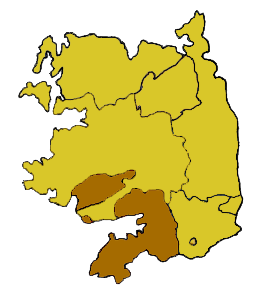
戈爾韋、基爾麥克杜柯暨基爾費諾拉教區管轄範圍圖

範圍包括梅奧郡、克萊爾郡和戈爾韋郡的一部份。座堂位於戈爾韋，現任主教為馬爾丁·德倫南。2007年，在當地109,493人口中，有教友104,822人，佔轄區總人口95.7%、38個堂區、112名司鐸、61名修士、188名修女。
1883年戈爾韋和基爾麥克杜柯教區合併，同時教區主教永遠為基爾費諾拉教區的宗座署理。